# ジャック・キルマー
ジャック・キルマー（Jack Kilmer、1995年6月6日-）はアメリカ合衆国出身の俳優。父は、俳優のヴァル・キルマー、母は、イギリスの女優であるジョアンヌ・ウォーリー 。

## 出演
- パロアルト・ストーリー Palo Alto (2013)
- プリズン・エクスペリメント The Stanford Prison Experiment (2015)
- Aaron Baby Superfecta (2015)
- Len and Company (2015)
- ナイスガイズ!(2016)
- ロード・オブ・カオス Lords of Chaos (2018)
- プリテンダーズ ふたりの映画ができるまで The Pretenders (2018)
- ハラ Hala (2019)